# Rumex bucephalophorus
Rumex bucephalophorus is een meestal eenjarige plant uit de duizendknoopfamilie (Polygonaceae). De plant groeit op zand- of rotsachtige, droge grond en komt op cultuur- en op braakland voor. Het gebied waar R. bucephalophorus het meest verspreid is, is aan de Atlantische kust van Zuidwest-Europa, de noordwestelijke regio van Macaronesië en Marokko en de kustgebieden rond de Middellandse Zee. De wetenschappelijke naam werd voor het eerst beschreven en gepubliceerd door Carl Linnaeus in 1753 in Species plantarum. De soortaanduiding bucephalophorus is afkomstig van het Griekse boukephalos (βουκεφαλος), wat ossenkop betekent, en phoros (φορος), wat dragend betekent, en verwijst naar de vorm van de kleine bloemen. Er bestaan meerdere ondersoorten. De planten bevatten oxaalzuur.

## Beschrijving
R. bucephalophorus is een meestal eenjarige plant die 10-50 cm hoog wordt. De dunne, slanke stengels zijn rechtopstaand en groenachtig tot roodachtig van kleur. Ze staan alleen of met meerdere samen, vertakt vanaf de basis. De onderste bladeren zijn ovaal of lancetvormig, gaafrandig en tot 2 cm lang. Ze staan afwisselend en worden kleiner naar de top toe. De steunblaadjes zijn vergroeid tot een tuitje. De tweeslachtige bloempjes staan in clusters van 2-3 in de bladoksels binnen het tuitje. De korte steeltjes zijn plat, verdikt en naar beneden gebogen. De vruchtklepjes (de binnenste van de 6 bloemdekblaadjes die later het nootje omvatten) zijn getand. De bloemen zijn donkerrood. De plant bloeit van februari tot mei. De vruchtjes zijn driekantige of eivormige nootjes.

## Afbeeldingen

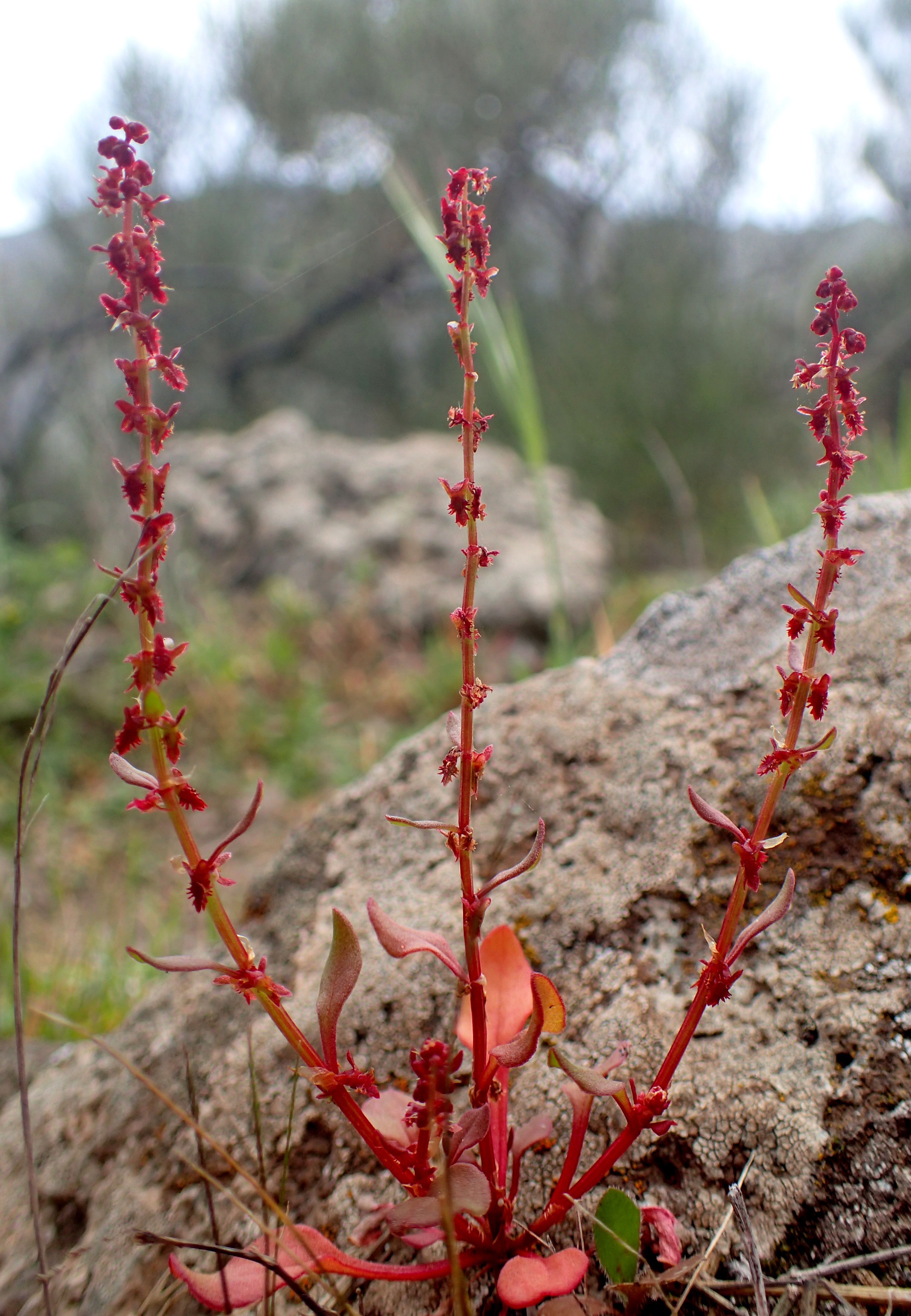
Plant
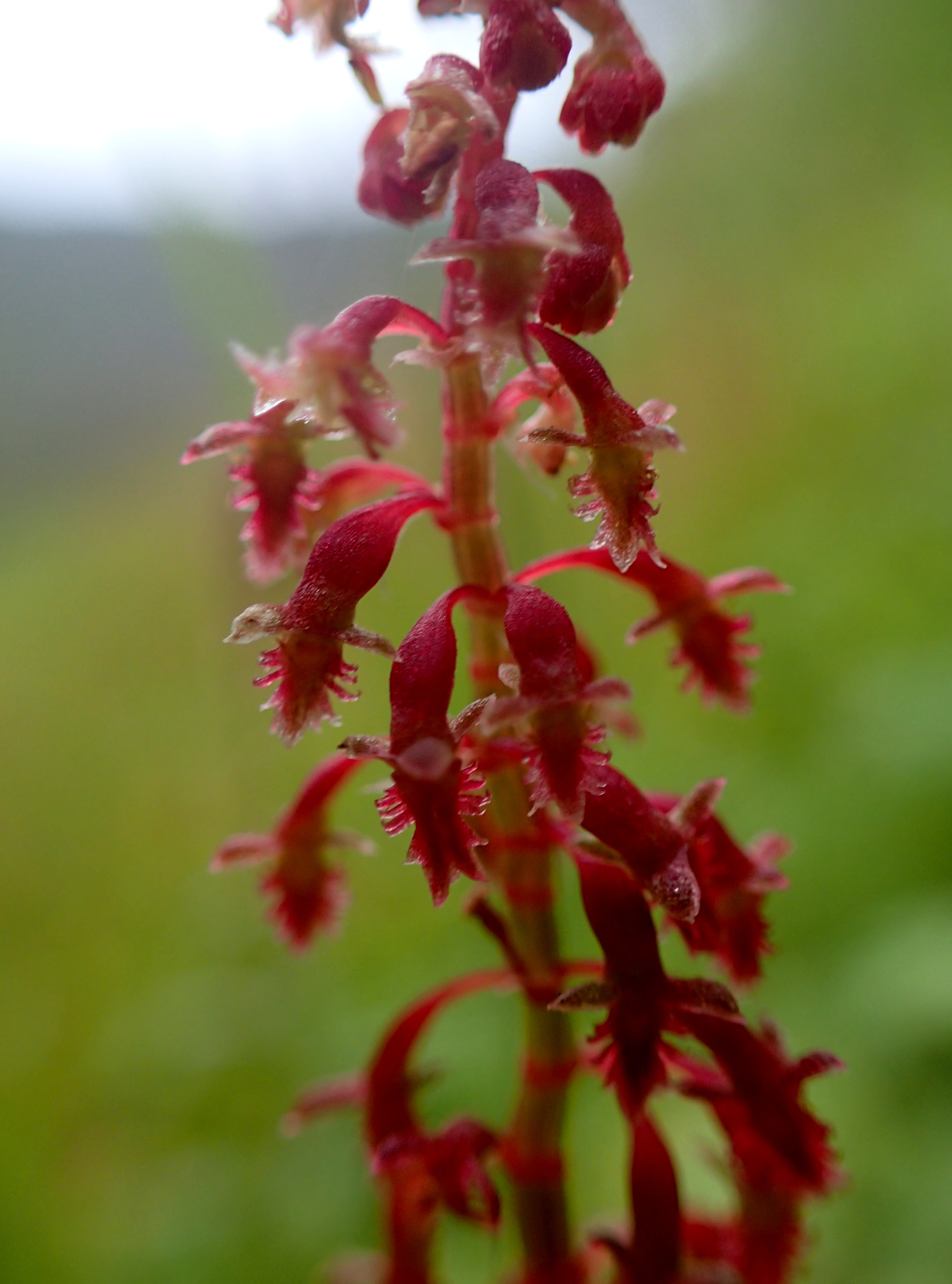
Bloeiwijze

... · 
R. acetosella (schapenzuring) · 
R. acetosa (veldzuring) · 
R. aquaticus (paardenzuring) · 
R. bucephalophorus ·
R. conglomeratus (kluwenzuring) · 
R. crispus (krulzuring) · 
R. hydrolapathum (waterzuring) · 
R. maritimus (goudzuring) · 
R. obtusifolius (ridderzuring) · 
R. palustris (moeraszuring) · 
R. patientia (spinaziezuring) · 
R. sanguineus (bloedzuring) · 
R. scutatus (Spaanse zuring) · 
R. thyrsiflorus (geoorde zuring) · 
R. triangulivalvis (wilgzuring) · 
R. ×pratensis (bermzuring) · 
...